# Hypothyris thea
Hypothyris thea är en fjärilsart som beskrevs av William Chapman Hewitson 1852. Hypothyris thea ingår i släktet Hypothyris och familjen praktfjärilar. Inga underarter finns listade i Catalogue of Life.

## Bildgalleri

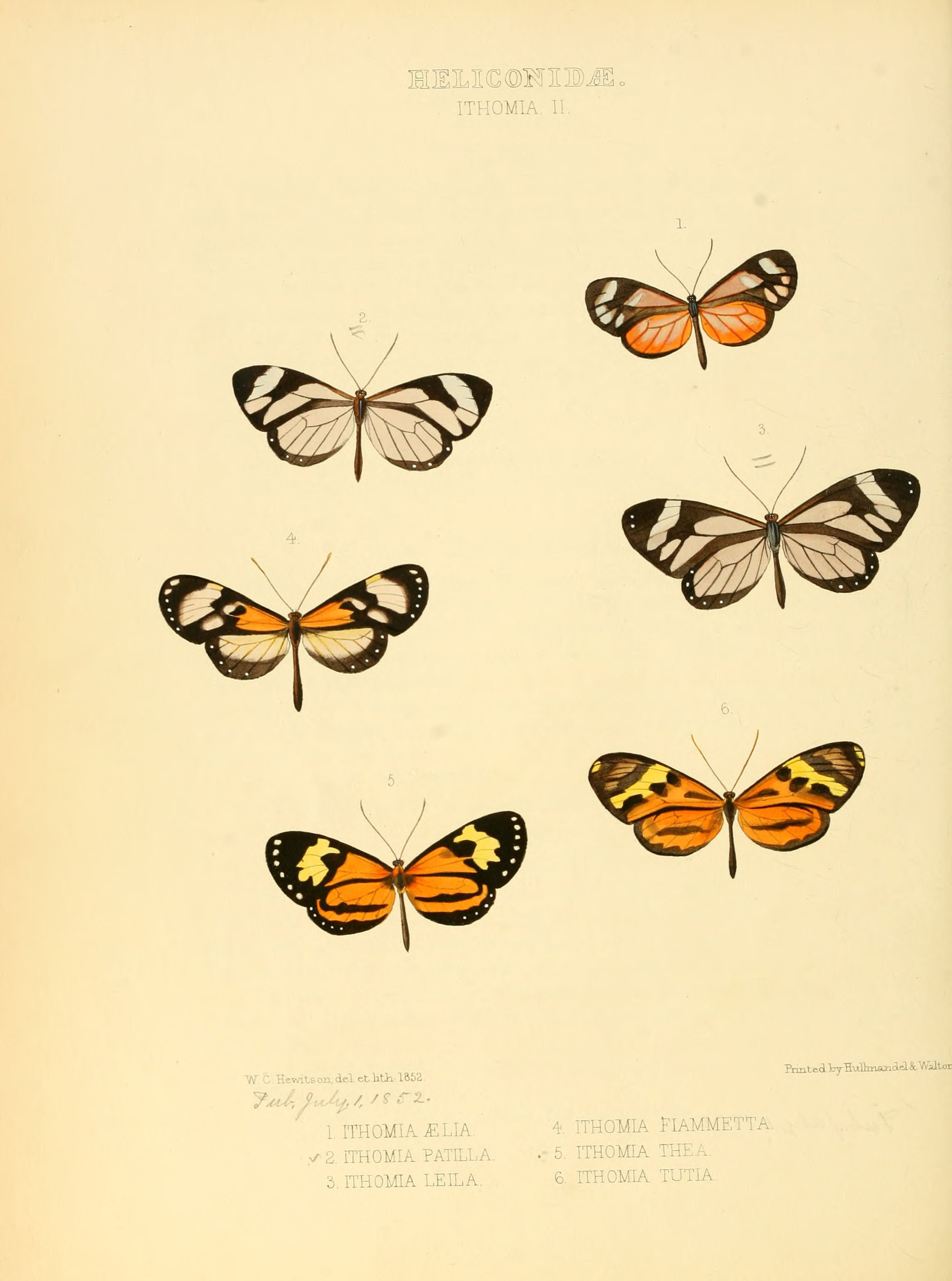